# Margot von Schlieffen
Margot Gräfin von Schlieffen (* 26. Mai 1921; † 28. Februar 2014 in München, geborene Margot Bretschneider) war eine deutsche Filmeditorin. Sie zählte zu den bedeutendsten Schnittmeisterinnen der 1950er-, 60er- und 70er-Jahre.

## Leben und Werk
Ihre erste Arbeit im Bereich Filmschnitt lieferte von Schlieffen 1952 bei der Literaturverfilmung Der große Zapfenstreich von Georg Hurdalek, mit Johanna Matz und Jan Hendriks in den Hauptrollen. Es folgte die Operettenverfilmung Im weißen Rößl von Willi Forst, ebenfalls aus dem Jahr 1952. Die Hauptrollen wurden von Johannes Heesters und Johanna Matz gespielt. Auch ihr nächster Film Der letzte Walzer (1953) von Arthur Maria Rabenalt war mit Eva Bartok, Curd Jürgens und O. E. Hasse prominent besetzt. Die Literaturverfilmung Meines Vaters Pferde II. Teil Seine dritte Frau (1954) führte sie mit Dagmar Altrichter und Martin Benrath zusammen. Ab 1956 war sie die verantwortliche Editorin bei mehreren Filmen, in denen Ruth Leuwerik die Hauptrolle spielte, beginnend mit dem Heimatfilm Die Trapp-Familie über Auf Wiedersehen, Franziska!, Immer wenn der Tag beginnt (beide 1957), Taiga bis hin zur Trapp-Familie in Amerika (beide 1958). 1960 folgten zwei weitere Produktionen mit Ruth Leuwerik, einmal die Filmkomödie Eine Frau fürs ganze Leben, zum anderen die Kriminalkomödie Auf Engel schießt man nicht, an die sich 1961 noch das Filmdrama Die Stunde, die du glücklich bist anschloss.
In der Folgezeit war von Schlieffen in zahlreichen weiteren Filmen für den Schnitt verantwortlich, darunter auch Fernsehproduktionen. An dem Dokumentarfilm München 1972 – 8 berühmte Regisseure sehen die Spiele der XX. Olympiade (1973) war sie als eine von sechs Editoren beteiligt. 1973 arbeitete sie mit Franz Peter Wirth und Heinz Rühmann in der Filmkomödie Oh Jonathan – oh Jonathan! zusammen. Auch bei der Liedinszenierung Carmina Burana atque imaginibus magicis unter der Regie von Jean-Pierre Ponnelle für die Bavaria Film, war sie die ausführende Editorin.
Bei dem Tatort-Krimi Zahn um Zahn, der speziell fürs Kino hergestellt wurde, war von Schlieffen ebenfalls für den Schnitt verantwortlich. Der Film wurde 1987 in die Tatort-Reihe eingegliedert und im Fernsehen ausgestrahlt. Daran schlossen sich weitere  Krimis an, an denen von Schlieffen mitarbeitete, so der Schimanski–Tatort: Das Haus im Wald, und drei Episoden der Krimiserie Der Fahnder. Als letzte ihrer 35 aufgeführten Arbeiten listet die Internet Movie Database die Christiane-Sadlo-Produktion Ich liebe den Mann meiner Tochter von 1995.

## Filmografie
- 1952: Der große Zapfenstreich
- 1952: Im weißen Rößl
- 1953: Der letzte Walzer
- 1954: Meines Vaters Pferde II. Teil Seine dritte Frau
- 1954: Morgengrauen
- 1955: Solang’ es hübsche Mädchen gibt
- 1955: Unternehmen Schlafsack
- 1956: Ich suche Dich
- 1956: Die Trapp-Familie
- 1957: Auf Wiedersehen, Franziska!
- 1957: Immer wenn der Tag beginnt
- 1958: Taiga
- 1958: Die Trapp-Familie in Amerika
- 1959: Gangsterjagd in Lederhosen
- 1959: Jacqueline
- 1959–1960: Tales of the Vikings (Fernsehserie, 2 Folgen)
- 1960: Eine Frau fürs ganze Leben
- 1960: Auf Engel schießt man nicht
- 1961: Zu jung um blond zu sein (Fernsehshow)
- 1961: Die Stunde, die du glücklich bist
- 1962: Das verflixte erste Mal – Ein Feuilleton mit Musik (Fernsehshow)
- 1962: Bedaure, falsch verbunden (Fernsehfilm)
- 1964: Die Tote von Beverly Hills
- 1965: Serenade für zwei Spione
- 1966: Bel Ami 2000 oder Wie verführt man einen Playboy
- 1968: Monte Carlo: C’est La Rose (Dokumentation)
- 1971: Der Pfandleiher (Fernsehfilm)
- 1973: München 1972 – 8 berühmte Regisseure sehen die Spiele der XX. Olympiade (Dokumentarfilm)
- 1973: Oh Jonathan – oh Jonathan!
- 1974: Das Blaue Palais (Science-Fiction-Filmreihe, 1 Folge)
- 1975–1980: Tegtmeiers Reisen (Fernsehserie, 2 Folgen)
- 1979–1980: Nonstop Nonsens (Fernsehserie, 3 Folgen)
- 1981: Ach du lieber Harry
- 1983: Die Krimistunde (Fernsehserie, 1 Folge)
- 1985: Zahn um Zahn
- 1985: Tatort: Das Haus im Wald
- 1988: Der Fahnder (Fernsehserie, 3 Folgen)
- 1995: Ich liebe den Mann meiner Tochter (Fernsehfilm)